# Auguste Galpin
Auguste Galpin est un homme politique français né le 23 février 1832 au Mans (Sarthe) et décédé le 15 décembre 1884 à Paris.

## Biographie
Propriétaire terrien, il est un opposant libéral au Second Empire. Après le 4 septembre 1870, il est maire de Pontvallain et conseiller général du canton de Pontvallain en 1871. Il est député de la Sarthe de 1876 à 1884, siégeant au centre gauche et fait partie des 363 qui refusent la confiance au gouvernement de Broglie, le 16 mai 1877. 

## Sources
- « Auguste Galpin », dans Adolphe Robert et Gaston Cougny, Dictionnaire des parlementaires français, Edgar Bourloton, 1889-1891 [détail de l’édition]